# Cucharas, Tantoyuca
Cucharas är en ort i Mexiko.   Den ligger i kommunen Tantoyuca och delstaten Veracruz, i den sydöstra delen av landet, 240 km norr om huvudstaden Mexico City. Cucharas ligger 185 meter över havet och antalet invånare är 241.
Terrängen runt Cucharas är huvudsakligen platt, men söderut är den kuperad. Cucharas ligger uppe på en höjd. Runt Cucharas är det ganska tätbefolkat, med 72 invånare per kvadratkilometer. Närmaste större samhälle är Tantoyuca, 3,0 km söder om Cucharas. Trakten runt Cucharas består till största delen av jordbruksmark.